# 碓氷浩子
碓氷 浩子（うすい ひろこ、本名：橋詰 浩子（旧姓：碓氷））は、宮崎放送の元アナウンサーで交通情報キャスターである。東京都練馬区出身、東京都台東区御徒町育ち。夫は元日刊ゲンダイ編集部記者の橋詰雅博。現在はフリー。

## 経歴
十文字学園女子大学短期大学部卒業後、宮崎放送に入社。
3年間在籍し退社。その後TBSラジオの交通情報を担当し始める。

## 現在の出演番組
- TBSラジオ交通情報（警視庁担当）

## 過去の出演番組
- TBSラジオ交通情報（神奈川県警担当）
- 菊地成孔の粋な夜電波（2012年2月24日[1]、6月17日[2]）